# Paris Volley 2021-2022
Questa voce raccoglie le informazioni riguardanti il Paris Volley nelle competizioni ufficiali della stagione 2021-2022.

## Organigramma societario
Area direttiva
- Presidente: Vladan Jelić

Area tecnica
- Allenatore: Dorian Rougeyron
- Allenatore in seconda: Alex Robertson

## Rosa
| N° | Nome               | Ruolo | Data di nascita   | Nazionalità sportiva |
| -- | ------------------ | ----- | ----------------- | -------------------- |
| 1  | Guillermo Hernán   | P     | 25 luglio 1982    | Spagna               |
| 2  | Kellian Motta Paes | P     | 24 marzo 2002     | Francia              |
| 3  | Joshua Marty       | S     | 22 settembre 2002 | Francia              |
| 4  | Danny Poda         | S     | 8 luglio 1999     | Francia              |
| 5  | Renan Michelucci   | C     | 3 gennaio 1994    | Brasile              |
| 6  | Ibrahim Lawani     | O     | 15 settembre 2001 | Francia              |
| 8  | Nikola Kovačević   | S     | 14 febbraio 1983  | Serbia               |
| 9  | Nicolás Méndez     | S     | 2 novembre 1992   | Argentina            |
| 11 | Miran Kujundžić    | S     | 19 giugno 1997    | Serbia               |
| 14 | Benjamin Diez      | L     | 4 aprile 1998     | Francia              |
| 15 | David Fiel         | C     | 28 agosto 1993    | Cuba                 |
| 18 | Mathäus Jurkovics  | C     | 27 aprile 1998    | Austria              |
| -  | Raphaël Bayiha     | O     | 18 gennaio 2002   | Francia              |